# Lissonota inconstans
Lissonota inconstans är en stekelart som beskrevs av Joseph Augustine Cushman 1940. Lissonota inconstans ingår i släktet Lissonota och familjen brokparasitsteklar. Inga underarter finns listade i Catalogue of Life.